# Ana Kasparian
Anahit Misak «Ana» Kasparian (nacida el 7 de julio de 1986) es una comentarista política de izquierda, activista social, catedrática, feminista, de ascendencia armenia-estadounidense. Es coproductora principal del canal político The Young Turks. Kasparian inició trabajando como panelista, junto a Cenk Uygur, para TYT Network en el 2007, y es ahora la coproductora del programa principal, además de contar con su propia producción llamada The Point with Ana Kasparian e impartir clases de Ciencias Políticas en la Universidad de Northridge, California. Ha sido invitada como comentarista e intelectual política en importantes cadenas de noticias como CNN y RT. 
En enero del 2016, la revista Forbes incluyó a Kasparian en su lista de los «30 periodistas menores de 30 años de edad más influyentes».